# Mossgölen (Godegårds socken, Östergötland)
Mossgölen är en sjö i Motala kommun i Östergötland och ingår i Motala ströms huvudavrinningsområde. Mossgölen ligger i Bredsjömossen Natura 2000-område.